# Caledonia (Ohio)
Caledonia és una població dels Estats Units a l'estat d'Ohio. Segons el cens del 2000 tenia 578 habitants.

## Demografia
Segons el cens del 2000, Caledonia tenia 578 habitants, 230 habitatges, i 169 famílies. La densitat de població era de 970,3 habitants per km².
Dels 230 habitatges en un 32,6% hi vivien nens de menys de 18 anys, en un 60% hi vivien parelles casades, en un 8,7% dones solteres, i en un 26,5% no eren unitats familiars. En el 23,9% dels habitatges hi vivien persones soles el 12,2% de les quals corresponia a persones de 65 anys o més que vivien soles. El nombre mitjà de persones vivint en cada habitatge era de 2,51 i el nombre mitjà de persones que vivien en cada família era de 2,92.
Per edats la població es repartia de la següent manera: un 25,3% tenia menys de 18 anys, un 7,1% entre 18 i 24, un 30,3% entre 25 i 44, un 25,4% de 45 a 60 i un 11,9% 65 anys o més.
L'edat mediana era de 37 anys. Per cada 100 dones de 18 o més anys hi havia 97,3 homes.
La renda mediana per habitatge era de 40.804 $ i la renda mediana per família de 46.563 $. Els homes tenien una renda mediana de 34.375 $ mentre que les dones 22.344 $. La renda per capita de la població era de 17.423 $. Aproximadament l'1,9% de les famílies i el 4,9% de la població estaven per davall del llindar de pobresa.

## Poblacions més properes
El següent diagrama mostra les poblacions més properes.